# Scrophularia lhasaensis
Scrophularia lhasaensis là một loài thực vật có hoa trong họ Huyền sâm. Loài này được D.Y. Hong miêu tả khoa học đầu tiên năm 1996.